# Karagai járás

A Karagai járás a Kamcsatkai határterületen

A Karagai járás (oroszul Карагинский район) Oroszország egyik járása a Kamcsatkai határterületen. Székhelye Osszora városi jellegű település.

## Népesség
- 2002-ben 5 656 lakosa volt, melyből 35,2% korják.
- 2010-ben 4 076 lakosa volt.